# Trogolegnum pseudambulyx
Genre
Espèce
Trogolegnum pseudambulyx est une espèce de lépidoptères (papillons) de la famille des Sphingidae. Elle est l'unique représentante du genre monotypique Trogolegnum.

## Description
L'aile antérieure est fortement excavée en dessous du sommet surtout chez les mâles. La trompe est très courte et faible. La couleur de l'aile antérieure et le modèle sont similaires à Adhemarius donysa mais la bande subbasale s'étend au bord costal.

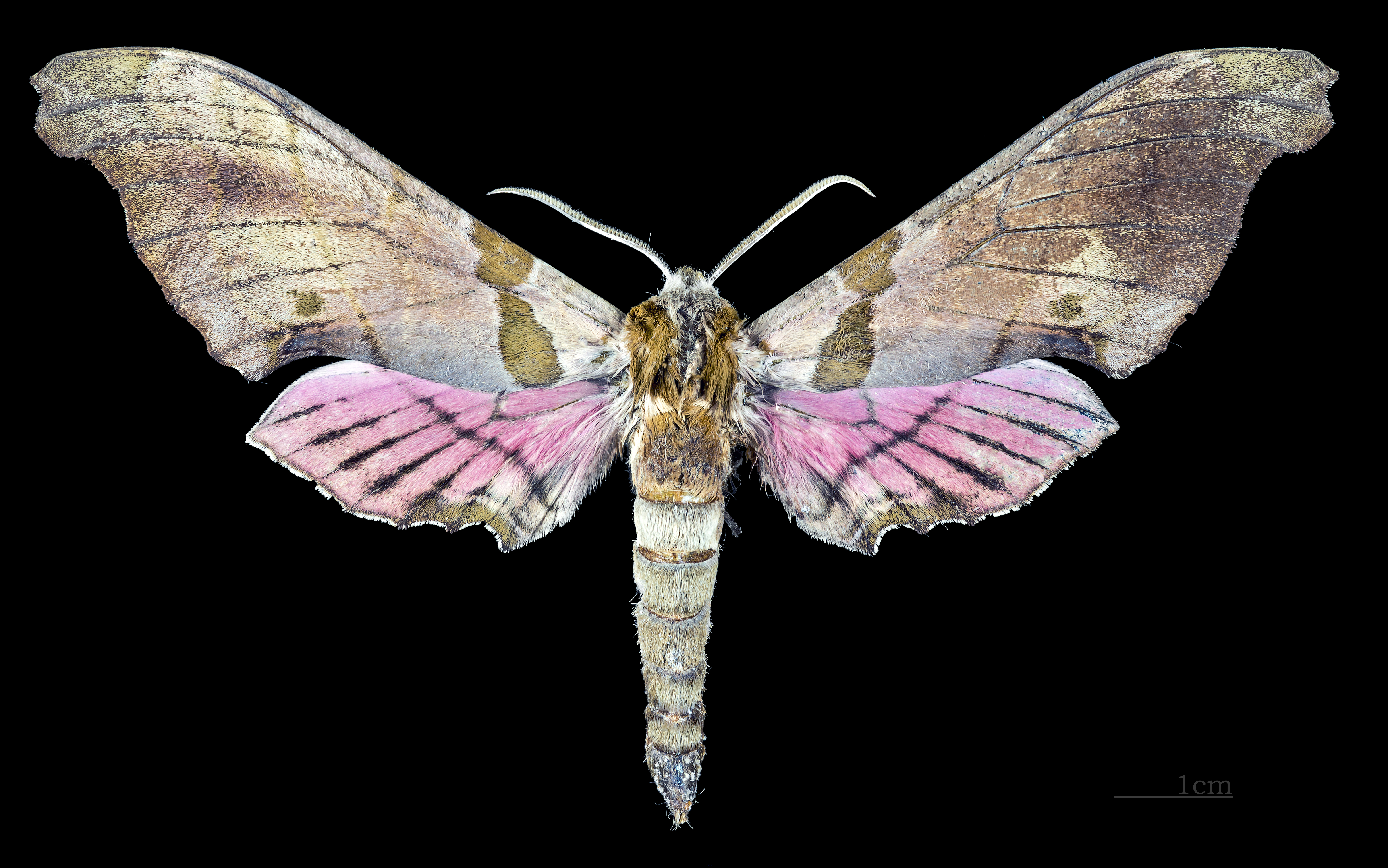
Face dosale du mâle
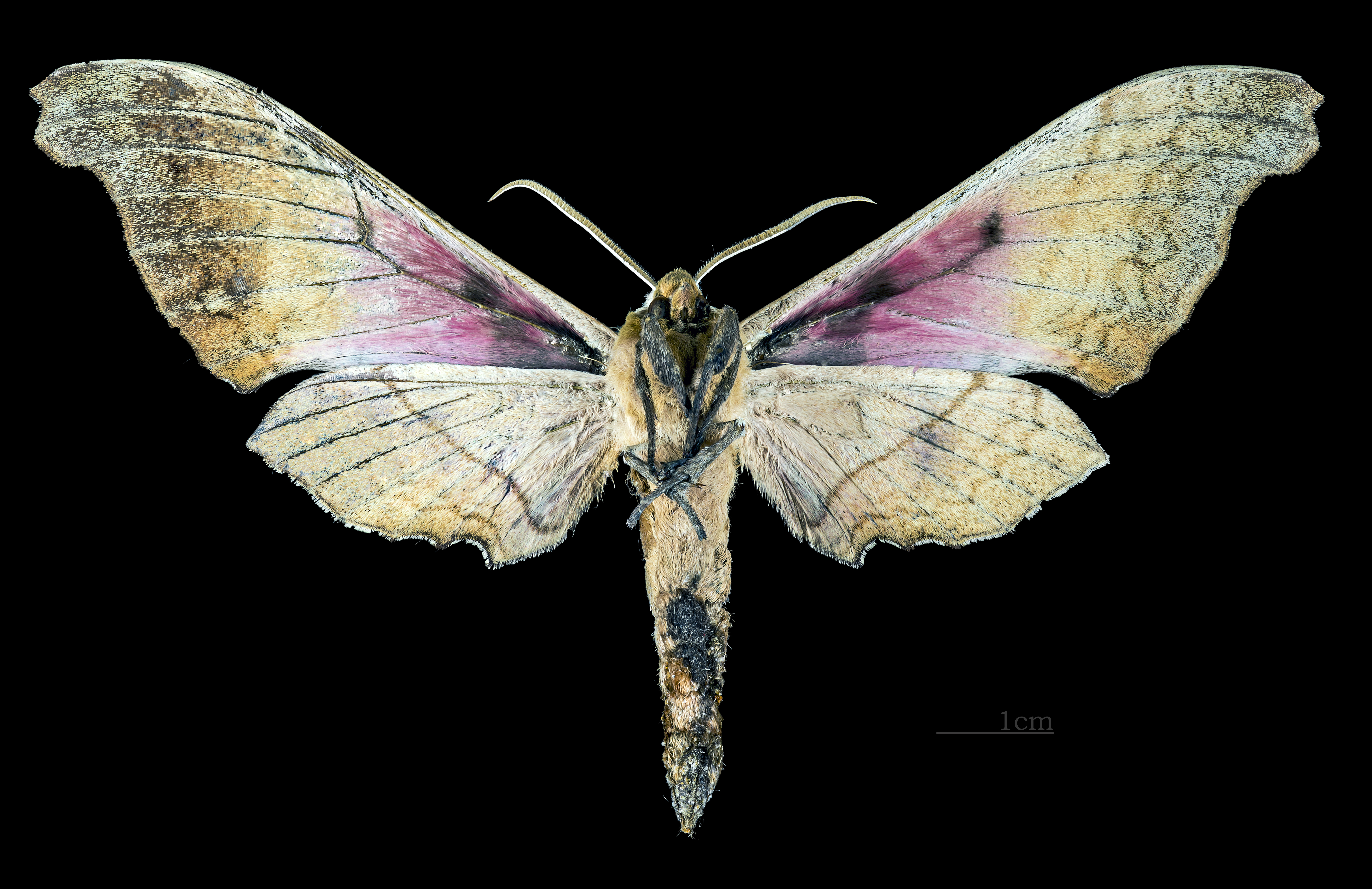
Revers du mâle

## Répartition
- État de Mexico

## Systématique
L'espèce Trogolegnum pseudambulyx a été décrite par l’entomologiste français Jean-Baptiste Alphonse Dechauffour de Boisduval en 1875, sous le nom initial de Smerinthus pseudambulyx. Sa localité type est l'état de Mexico.
Le genre Trogolegnum a été décrit par les entomologistes Lionel Walter Rothschild et Karl Jordan, en 1903, avec pour espèce type Smerinthus pseudambulyx Boisduval, 1875.